# Màrius Bernadó i Tarragona
Màrius Bernadó i Tarragona (Lleida, 1961) és un musicòleg i docent català.
Bernadó és llicenciat en Filosofia i Lletres i en Musicologia per la Universitat Autònoma de Barcelona i a l'École Practique des Hautes Études de París, ha estudiat música al Conservatori Municipal de Barcelona, com també estudis de litúrgia a la Facultat de Teologia de la Universitat Ramon Llull. En l'àmbit de la musicologia s'ha especialitzat en els himnes medievals, en el cant pla dels segles XV i XVI i en la vida i obra de Ricard Viñes. Des de l'any 1995 és professor d'història de la música de la Universitat de Lleida. És director del Servei Cientificotècnic Laboratori de Musicologia i de l'Aula de Música d'aquesta universitat. És director de la col·lecció DeMusica de Edition Reichenberger (Kassel) i responsable d'altres sèries editorials dedicades a estudis de música i musicologia. Des de les seves diverses responsabilitats professionals ha desenvolupat una important activitat de gestió cultural i difusió musical com a programador, crític i assagista.